# Benedikta Grasmaier
Benedikta Grasmaier OCist (* 1688 in Ellwangen; † 23. Oktober 1775 in Lichtenthal) war eine deutsche Zisterzienserin und von 1738 bis 1775 Äbtissin des Zisterzienser-Klosters Lichtenthal.

## Leben
Benedikta Grasmaier wurde nach dem Tod der Vorgängeräbtissin Euphrosina Wunsch am 19. Juni 1739 zur 34. Äbtissin des Klosters Lichtenthal gewählt, den Vorsitz hatte Leopold Münzer, Abt des Klosters Tennenbach. Die als klug geltende und auf Einhaltung der Zucht im Kloster bedachte Äbtissin Benedikta galt auch als gute Haushälterin. So wandelte sie mit Erlaubnis der Markgrafen den Brauch der Fastnachtsschmäuse und die sogenannten Martins- und Neujahrskuchen an die Beamten in eine jährliche Abgabe an Geld um. Während ihrer Amtszeit erwarb sie 1739 ein großes Schaffnereihaus mit Scheuer und Stallung in Steinbach. 1740 ließ sie die Fürstenkapelle restaurieren und ein neues Dachwerk erstellen. Hinzu kamen ferner der Neubau eines Krankenhauses, wurde später zum Schulgebäude umgewandelt, sowie ein Gartenhaus im äußeren Klostergarten. 1752 veräußerte sie das Gut zu Essingen für 9000 Gulden an das bischöfliche Seminar zu Bruchsal und erwarb stattdessen Gut Tiefenau bei Sinsheim für 13.000 Gulden. Die Klosterkirche ließ sie ebenfalls renovieren und mit Steinplatten versehen. Dazu kamen noch zwei neue Altäre und eine Stiftungstafel für 1082 Gulden, sowie noch eine neue Orgel für 527 Gulden. 1744 wurde das Pfarrhaus in Malch neu gebaut, 1773 ein weiteres in Steinbach und ferner wurde die Pfarrei Sandweier neu eingerichtet. Das 500-jährige Bestehen des Klosters Lichtenthal feierte sie 1745 im Beisein höchster Herrschaften. Äbtissin Benedikta starb nach über 37 Jahren Amtszeit am 23. Oktober 1775. Ihr im Amt folgte die am 28. Oktober 1775 gewählte Äbtissin Thekla Trück.